# Otto Kamp
Otto Kamp (* 9. August 1850 in Koblenz; † 15. Februar 1922 in Bonn) war ein deutscher Lehrer, Schriftsteller und Dichter.

## Leben
Als Sohn eines Kaufmanns 1850 geboren, war Kamp nach dem Besuch des Kölner Realgymnasiums als Kaufmann tätig. Um 1868 wurde er in Bonn Mitglied der Burschenschaft der Norddeutschen. Nach seinem Abitur 1873 am Humanistischen Gymnasium studierte er Philosophie und Philologie in Bonn. Nach dem Bestehen der Oberlehrerprüfung wurde er in Tübingen zum Dr. phil. promoviert und ging 1876 als Lehrer an die Elisabethenschule nach Frankfurt am Main. An dieser Höheren Mädchenschule wurde er 1895 Professor. 1902 zog er nach Bonn.
Kamp engagierte sich als Sozialpolitiker. So war er ein Vorkämpfer für ein Reichswohnungsgesetz, Gründer von Vereinen und Genossenschaften zur Beschaffung von günstigem Hausrat für Handarbeiter sowie Gründer von Haushaltungsschulen für Fabrikarbeiterinnen. Er setzte sich auch gegen den Alkoholismus ein, insbesondere durch die Einführung sogenannter Milchhäuschen, durch die Milch auch für Erwachsene, insbesondere für städtische Arbeiter zur Verfügung gestellt wurde. Er regte an, in größeren Betrieben Milch im Werksausschank anzubieten. Er war Gründer der Gemeinnützigen Gesellschaft für Milchausschank in Reinland und Westfalen GmbH in Düsseldorf und der Deutschen Gesellschaft für gemeinnützigen Milchausschank in Bonn, deren Zweiter Vorsitzender er war. Er war Gründer der Zeitschrift für Volksernährung sowie Gründer von Lehrlings- und Kinderhorten. Kamp war Gründer und Vorsitzender des Vereins West-Bonn, mit dem er sich für den Erhalt des Bonner Baumschulwäldchens verdient machte.
Kamp war dichterisch tätig, übersetzte aus dem Französischen, schrieb Lyrik, ein Epos und mehrere Lustspiele sowie ein Festspiel zur Einweihung des Niederwalddenkmals. Er dichtete auch bekannte Studentenlieder, beispielsweise Filia hospitalis und Aura Academica, welche beide von Otto Lob vertont wurden und im Lahrer Kommersbuch Einzug fanden.

## Veröffentlichungen (Auswahl)
- Festspiel zum Vorabend der Einweihung des National-Denkmals auf dem Niederwald am 28. September 1883. Köln, Leipzig 1883.
- Zielgemeinschaft und Rangesscheidung der deutschen Lehrerschaft. Essen, Leipzig 1884.
- Der Volkszähler. Lustspiel. Frankfurt am Main, 3. Auflage 1885.
- Mélanie und Adolar oder Stadt- und Landkinder. Ein Kindepos für Jung und Alt. Köln 1887.
- Armeleutslieder. Frankfurt am Main 1888.
- Erwerb und Wirtschaftsführung im Arbeiterhaushalt. Leipzig 1892.
- Die gewerbliche Ausbildung der lohnarbeitenden Mädchen. Ein Beitrag zur beruflichen Erziehung des weiblichen Geschlechts. Leipzig 1892. Gemeinsam mit Wilhelm Bode und Victor Böhmert.
- Die Wohnungsnot und ihre Abhülfe durch ein Reichs-Wohnungsgesetz. Frankfurt am Main 1900.
- Fabrikarbeiterin? Frankfurt am Main 1902.
- Unsere jugendlichen Lohnarbeiterinnen in Arbeit, Unterricht und Mussestunden. Leipzig 1902.
- Aura, filia und andere Studentenlieder. Bonn 1903, 2. Auflage 1909.
- Die Milch, auch ein Volksnahrungsmittel. Bonn 1909.
- Die Werknahrung der Arbeiter und ihr Milchkonsum. Düsseldorf 1911.